# Parintins
Parintins, amtlich Município de Parintins, ist mit 102.033 Einwohnern und einer Fläche von 5.952 km² die zweitgrößte Stadt im brasilianischen Bundesstaat Amazonas. Sie liegt auf der Insel Tupinambarana, 461 km (auf dem Wasserweg, 371 km Luftlinie) entfernt östlich von Manaus, der Hauptstadt des Bundesstaates. Nach einer neueren Schätzung lebten 2019 etwa 114.273 Menschen in Parintins.

## Namensherkunft
Der Gemeindename leitet sich von dem indigenen Volk der Parintintin ab.

## Geschichte
Die Insel Tupinambarana wurde zum ersten Mal 1795 erwähnt, als der portugiesische Karmelit José das Chagas die Kirche São Benedito erbaute. Die Region wurde damals von mehreren Indianervölkern bewohnt und gehörte vorher zum Einflussgebiet spanischer Missionare aus Peru und Kolumbien. 1796 kamen brasilianische Milizionäre und Siedler unter Hauptmann José Pedro Cordovil in das zuvor nur von Missionaren besuchte Gebiet und besetzten die Insel. 1803 gründete Cordovil auf der Insel eine Missionssiedlung mit dem Namen Vila Nova da Rainha („Neue Stadt der Königin“). 1833 änderte man den Namen in Nossa Senhora do Carmo de Tupinambarana („Unsere Liebe Frau auf dem Berge Karmel von Tupinambarana“). Am 24. Oktober 1848 wurde der Ort als Gemeinde konstituiert und in Vila Bela da Imperatriz („Schöne Stadt der Kaiserin“) umbenannt. Am 15. Oktober 1852 wurde die Gemeinde selbstständig und aus der bis dahin übergeordneten Stadtgemeinde Maués ausgegliedert. Am 14. März 1853 wurde die Stadtgemeinde Parintins gegründet. Am 30. Oktober 1880 wurde ihr das Stadtrecht verliehen und der Name Parintins – nach dem des lokalen indigenen Stamm – offiziell eingeführt. Seit 1881 wurden mehrfach Ortsteile aus Parintins ausgemeindet und zu selbstständigen Gemeinden erklärt, zuletzt am 19. Dezember 1956 der damalige Stadtbezirk Ilha das Cotias, die ebenfalls auf einer Insel gelegene heutige Nachbargemeinde Nhamundá.
1945 wurde in Parintins die Kirche vom Heiligsten Herzen Jesu erbaut.

## Festival
Bekannt geworden ist Parintins vor allem durch das alljährliche, Ende Juni stattfindende Volksfest rund um den populären dramatischen Tanzzyklus Bumba-meu-boi („Steh auf, mein Ochse!“), der die Auferstehung eines Ochsen thematisiert. In einem fantastischen Wettstreit konkurrieren die beiden Parteien der Blauen (Boi Caprichoso) und der Roten (Boi Garantido) um die gelungenste Aufführung des Tanzspiels in einem monatelang von der ganzen Stadt vorbereiteten Umzug. Die mit farbenfrohen Tänzen und prächtigen Kostümen verbundene Darbietung der Parteien wird von einer Jury bewertet. Für dieses Fest gibt es in Parintins ein eigenes, großes Stadion, das in Anlehnung an das Sambódromo im Karneval in Rio Bumbódromo genannt wird.

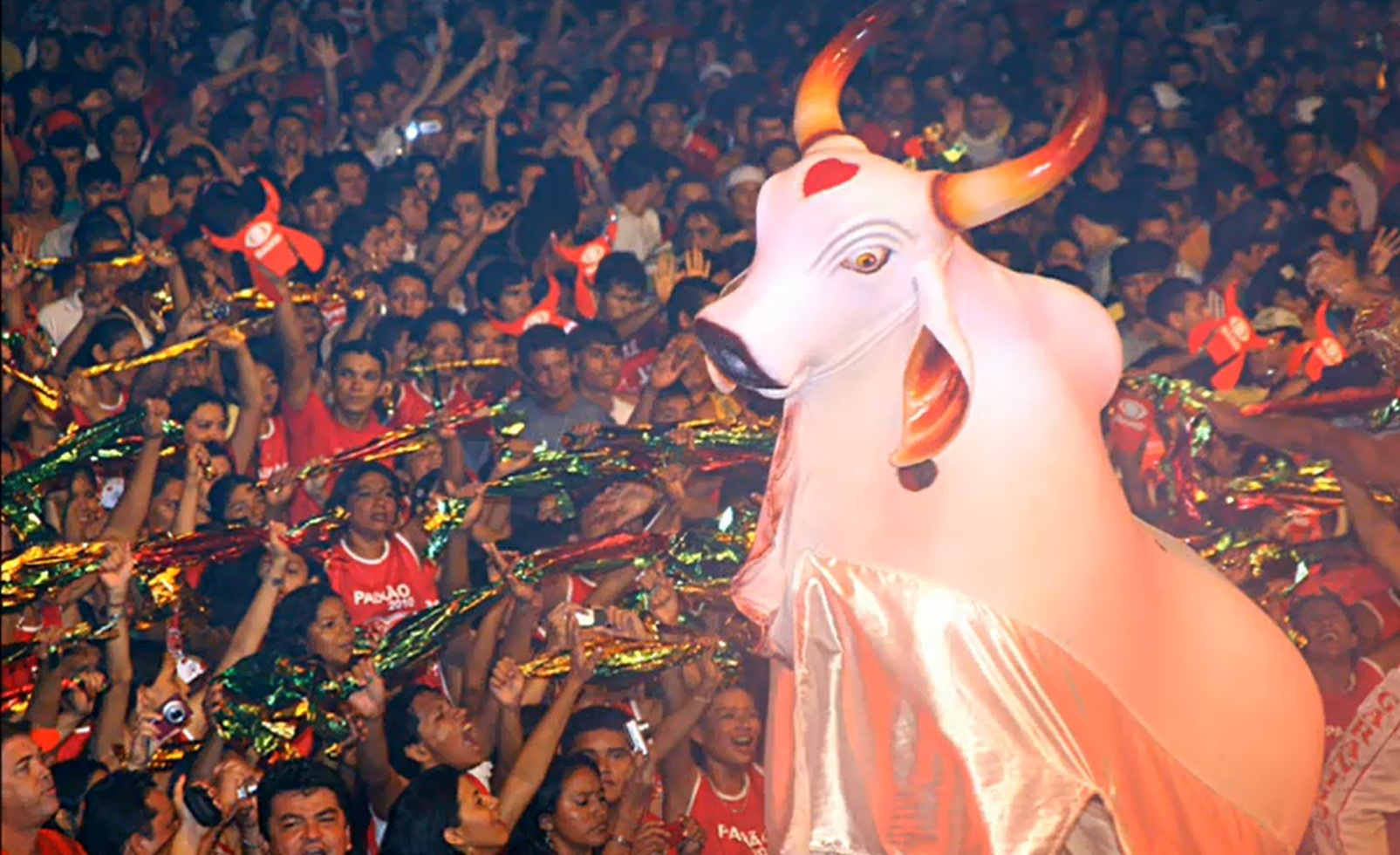
Der Boi Garantido
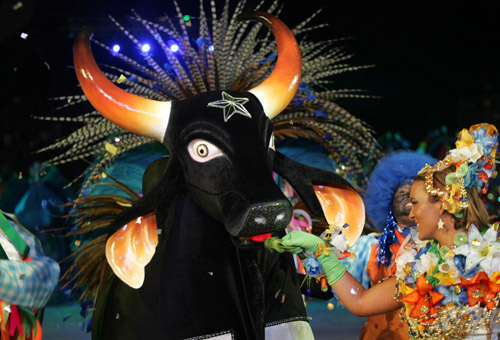
Der Boi Caprichoso
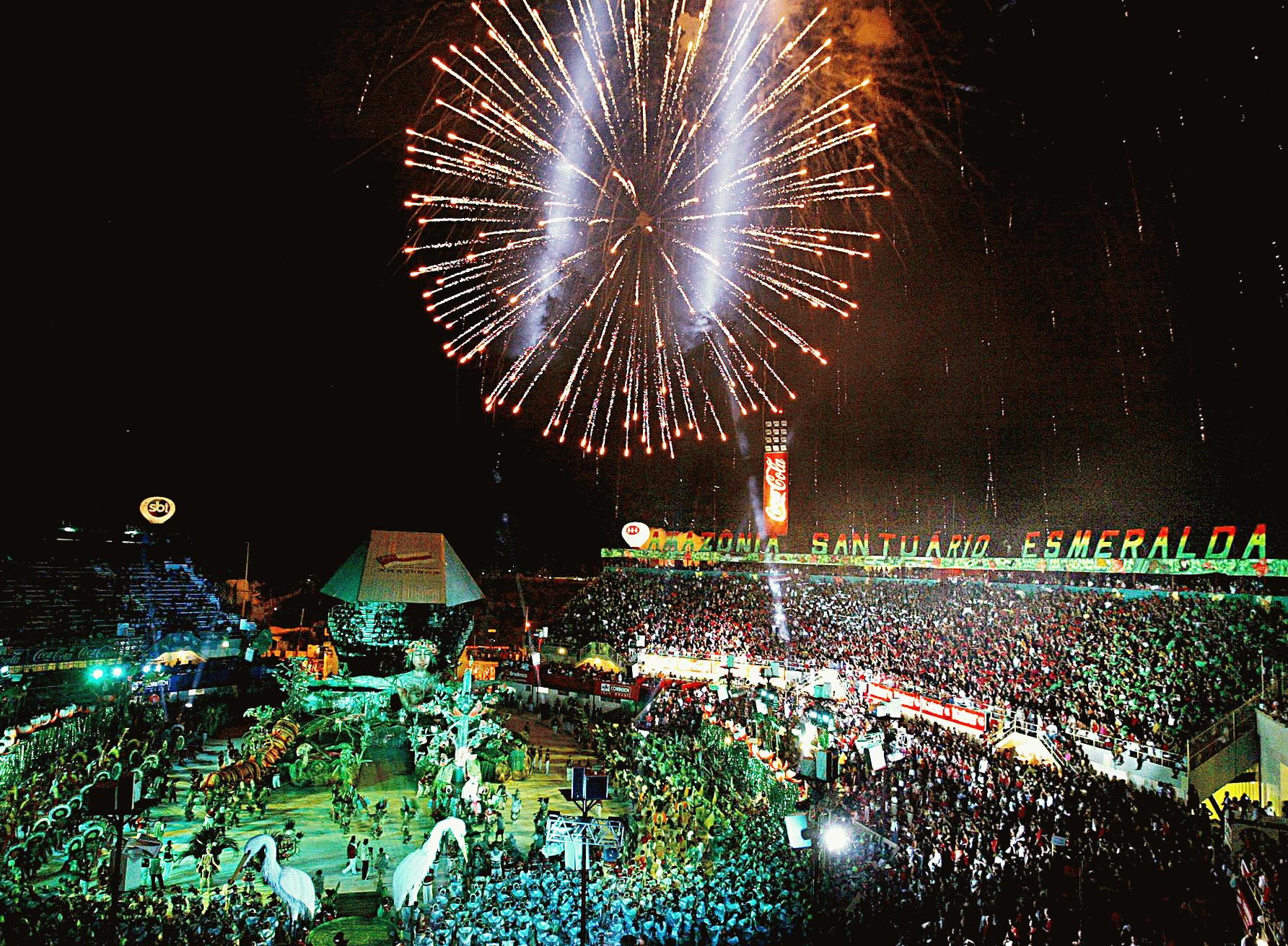
Das „Bumbodrom“

## Persönlichkeiten
- Joaquim Hudson de Souza Ribeiro (* 1973), römisch-katholischer Geistlicher, Weihbischof in Manaus
- Pedro Henrique Rodrigues (* 1999), Speerwerfer